# Hřebeny (Josefov)
Hřebeny (deutsch Hartenberg) ist ein Ortsteil der Gemeinde Josefov in Tschechien.
Im Mittelalter war der Ort mit der Burg Mittelpunkt der Herrschaft Hartenberg im Besitz der vogtländischen Familie von Hertenberg.
Durch Erdbeben im Jahr 1824, die von Hartenberg ausgingen, wurde der Begriff Schwarmbeben geprägt.

## Entwicklung der Einwohnerzahl
| Jahr | Einwohnerzahl |
| ---- | ------------- |
| 1869 | 192           |
| 1880 | 209           |
| 1890 | 216           |
| 1900 | 290           |
| 1910 | 275           |

| Jahr | Einwohnerzahl |
| ---- | ------------- |
| 1921 | 240           |
| 1930 | 251           |
| 1950 | 126           |
| 1961 | 161           |
| 1970 | 104           |

| Jahr | Einwohnerzahl |
| ---- | ------------- |
| 1980 | 72            |
| 1991 | 58            |
| 2001 | 64            |
| 2011 | 79            |